# Небамон
Небамон или Небамун (егип. Nb Jmn — «Мой владыка Амон») — древнеегипетский чиновник среднего звена, «писец и зерновой переписчик» в период Нового царства. Жил предположительно в 1400—1350 годах до н. э. (годы правления фараонов Тутмоса IV или Аменхотепа III) и работал в храмовом комплексе Амона рядом с Фивами (современным Луксором).

## Биография
Полное имя Небамона на всех изображениях повреждено и сложно для восстановления. Его титул предполагает, что он был связан с важным религиозным культовым центром того периода — Карнакским храмом. В храмовой иерархии Небамон занимал невысокую позицию, поскольку не был надзирателем. Предположительно, он отвечал за распределение зерна, а также сбор и доставку зерна, принадлежащего фараону.
Стилевое исполнение рисунков относит период его жизни к годам правления Тутмоса IV (ок. 1397—1388 до н. э.) или Аменхотепа III (ок. 1388—1351 до н. э.), а также выявляет схожесть с изображениями в гробницах Нахта (TT52) и Менны (TT69), что может свидетельствовать о том, что росписями этих гробниц занимался один художник или художники одной школы.

## Гробница
В наши дни Небамон известен благодаря своей богато украшенной гробнице, обнаруженной Джованни д'Атанаси в 1820 году на фиванском некрополе. По заказу Генри Солта 11 важнейших фрагментов росписи были извлечены из гробницы и доставлены в Британский музей. Они представляют большой интерес и значимость древнеегипетского искусства. После долгого периода консервационных и реставрационных работ росписи вновь с 2009 года доступны для публики. Другие фрагменты гробницы имеются в экспозиции Берлинского египетского музея, Лионском музее изобразительных искусств и Музее Кальве в Авиньоне.
Так как обнаружение гробницы не было задокументировано, установить её местонахождение не представляется возможным по сей день.
- Небамон инспектирует поставки
- Подсчёт гусей
- Подсчёт коров
- Сцена банкета
- Музыкантши и танцовщицы
- Бассейн в саду
- Кот в сцене охоты Небамона

## В культуре
Различные сцены из гробницы использовались современными художниками. Лоуренс Альма-Тадэма включил сцену с гусями в свою картину «Иосиф — надзиратель зернохранилищ фараона» (1874), а Поль Гоген использовал часть сцены банкета в качестве композиционного плана в его «Ta Matete» (1892).